# فرازير أيريس
فرازير أيريس (بالإنجليزية: Fraser Ayres)‏ هو ممثل بريطاني، ولد في 1980 في ليستر في المملكة المتحدة.

## وصلات خارجية
- فرازير أيريس على موقع IMDb (الإنجليزية)
- فرازير أيريس على موقع ألو سيني (الفرنسية)
- فرازير أيريس على موقع أول موفي (الإنجليزية)
- فرازير أيريس على موقع قاعدة بيانات الفيلم (الإنجليزية)
- فرازير أيريس على موقع كينوبويسك (الروسية)